# Verbivka, Orativ
Verbivka (în ucraineană Вербівка) este un sat în comuna Skomoroșkî din raionul Orativ, regiunea Vinnița, Ucraina.

## Demografie
Componența lingvistică a localității Verbivka
     Ucraineană (98,37%)
     Rusă (1,16%)
     Alte limbi (0,47%)
Conform recensământului din 2001, majoritatea populației localității Verbivka era vorbitoare de ucraineană (98,37%), existând în minoritate și vorbitori de rusă (1,16%).